# Cyllodania minuta
Cyllodania minuta là một loài nhện trong họ Salticidae.
Loài này thuộc chi Cyllodania. Cyllodania minuta được María Elena Galiano miêu tả năm 1977.